# Jens Bjørneboe
Jens Ingvald Bjørneboe (9  de octubre de 1920 – 9 de mayo de 1976) fue un escritor noruego cuya obra abarcó varios formatos literarios. Fue también  pintor y profesor de la pedagogía Waldorf. Bjørneboe fue un crítico duro y elocuente de la sociedad noruega de la civilización occidental en general. Tuvo una vida turbulenta y sus opiniones intransigentes le costaron tanto una condena de obscenidad como periodos largos de alto consumo de alcohol y episodios de depresión, lo cual finalmente derivó en su suicidio.
El primer trabajo publicado de Jens Bjørneboe fue Poemas  (Dikt) en 1951. Es ampliamente considerado como uno de los escritores noruegos más importante de la posguerra. Bjørneboe se definió, entre otras cosas, como un anarco-nihilista.
Durante el conflicto del idioma noruego, Bjørneboe fue un notorio impulsor, junto con su primo, el escritor André Bjerke, del idioma Riksmål.

## Primeros años

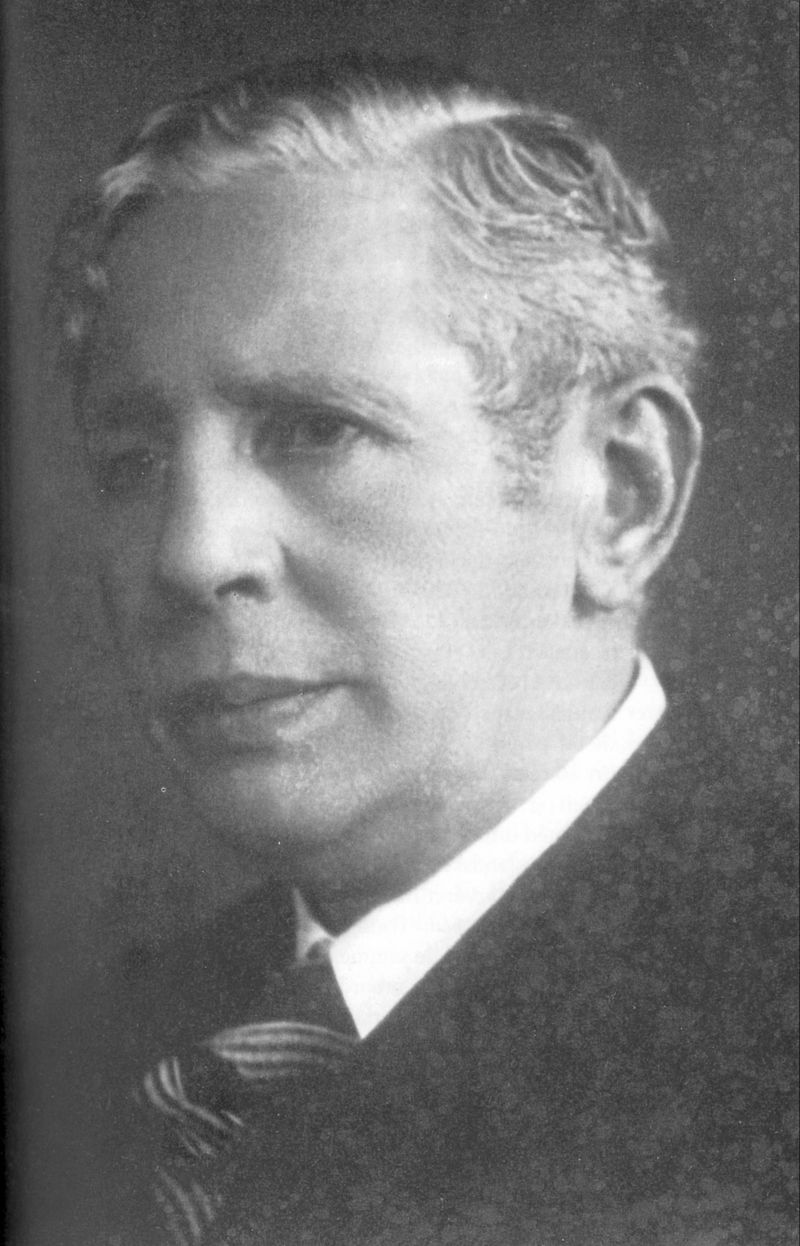
Ingvald Bjørneboe, el padre de Jens.

Jens Bjørneboe nació en 1920, en Kristiansand. Sus padres fueron Ingvald y Anna Marie Bjørneboe. Creció en el seno de una familia rica, su padre fue un magnate del transporte y cónsul de Bélgica. La familia Bjørneboe migró originalmente de Alemania en el siglo XVII y más tarde adoptó su nombre noruego. Proviniendo de una larga tradición de marinos mercantes, de joven Bjørneboe estuvo también en el mar.
Bjørneboe tuvo una niñez complicada, con enfermedades y depresiones. Debió guardar cama varios años debido a una severa neumonía severa. A los trece años intente suicidarse colgándose. Comenzó a beber a los doce, y a menudo consumía grandes cantidades de vino cuando sus padres no estaban en casa. Se rumorea que bebió el aftershave de su padre en varias ocasiones.
En 1943 Bjørneboe huyó a Suecia para evitar trabajos forzados bajo la ocupación Nazi. Durante este exilio,  conoció a la pintora judío alemana Lisel Funk, quién más tarde sería primera esposa. Lisel Funk le introdujo a varios aspectos de la cultura alemana, especialmente la literatura y las artes.

## Carrera literaria
La obra temprana de Bjørneboe fue poesía, y su primer libro se tituló Poemas  (Dikt, 1951), consistiendo principalmente de poesía profundamente religiosa.
Bjørneboe escribió varias novelas socialmente críticas. Entre ellas se cuentan Antes que cante el gallo (Før Hanen Galer, 1952), Jonas (1955) y El pastor del mal (Den Onde Hyrde, 1960).
Antes que cante el gallo es una crítica de lo que Bjørneboe consideró como tratamiento hostil, tras la Segunda Guerra Mundial, hacia las personas sospechadas de haberse asociado con los nazis de cualquier modo (entre ellos el escritor y ganador del premio Nobel Knut Hamsun). Jonas trata acerca de las fallas e del sistema escolar y El Pastor de Mal del sistema de prisión noruego.
Generalmente se considera como su trabajo más significativo a la trilogía La Historia de la Bestialidad, compuesta por las novelas Momento de libertad (Frihetens Øyeblikk, 1966), Polvorín (Kruttårnet, 1969) y El Silencio (Stillheten, 1973).
Bjørneboe también escribió algunas obras teatrales, entre ellas Los Amantes del Pájaro (Fugleelskerne, 1966), Semmelweis (1968) y Amputación (Amputasjon, 1970), una colaboración con Eugenio Barba y la agrupación teatral danesa Odin Teatret.
En 1967, fue condenado por publicar una novela que se consideró pornográfica, Sin un punto de sutura (Uten en tråd, 1966), el cual fue confiscado y prohibido en Noruega. El juicio, sin embargo, hizo del libro un enorme éxito en ediciones extranjeras, y los problemas financieros de Bjørneboe se solucionaron por un período. 
Su último trabajo importante fue la novela Los Tiburones (Haiene, 1974).

## Muerte y legado
Después de haber luchado contra la depresión y el alcoholismo por un largo tiempo, se sucidó por ahorcamiento el 9 de mayo de 1976.

En su obituario en el Aftenposten, la vida y el legado de Bjørneboe se describieron de la siguiente manera: 
Por 25 años Jens Bjørneboe fue un centro de malestar en la vida cultural noruega: apasionadamente preocupado con problemas contemporáneos en casi todos los aspectos, polémico y con valor para serlo, con una voluntad consciente de llevar las cosas a sus extremos. No podía ser encasillado. Cayó en muchos movimientos filosóficos y políticos, pero no pudo asentarse en ninguno de ellos. Fue un trotamundos, siempre viajando en búsqueda de lo que para él era la verdad—y él era un hombre libre, en aquel él siempre ruthlessly siguió su innermost intenciones. Quizás pueda decir, como Søren Kierkegaard, que "subjetividad es verdad" , para sepa no otra guía que su condena personal y sus impulsos propios—pero él relacionaron no meramente a él; su preocupación más profunda era sociedad y la persona en sociedad. Suyo subjetivo coge siempre implicó el totality.

### Novelas
- Antes que cante el gallo (Før hanen galer, 1952)
- Jonas (1955)
- Bajo un cielo más duro (Bajo en hårdere himmel, 1957)
- Invierno en Bellapalma (Vinter i Bellapalma, 1958)
- Pequeño Chico Azul (Blåmann, 1959)
- El Pastor del Mal (Den onde hyrde, 1960)
- El Sueño y la Rueda (Dr.ømmen og hjulet, 1964), sobre la autora Ragnhild Jølsen
- Momento de Libertad (Frihetens øyeblikk, 1966)
- Sin un Punto de sutura (Uten en tråd, 1966)
- Polvorín (Kruttårnet, 1969)
- Duque Hans (Hertug Hans, 1972)
- El Silencio (Stillheten, 1973)
- Los Tiburones (Haiene, 1974)

### Obras teatrales
- Muchos Regresos Felices (Til lykke med dagen, 1965)
- Los Amantes del Pájaro (Fugleelskerne, 1966)
- Semmelweis (1968)
- Amputación (Amputasjon, 1970).
- El Caso Torgersen (Tilfellet Torgersen, 1972)
- Jeans Azules (Dongery, 1976)

### Poesía
- Poemas (Dikt, 1951)
- Ariadne (1953)
- La Ciudad Grande (Den tienda por, 1958)
- Feliz cumpleaños feliz (Til lykke med dagen, 1965)

### Ensayo
- Noruega, mi Noruega (Norge, mitt Norge, 1968)
- Nosotros Que Amamos América (Vi som elsket Amerika, 1970)
- Policía y Anarquía (Politi og anarki, 1972)